# Otčij dom
Otčij dom (Отчий дом) è un film del 1959 diretto da Lev Aleksandrovič Kulidžanov.